# 井上卓之

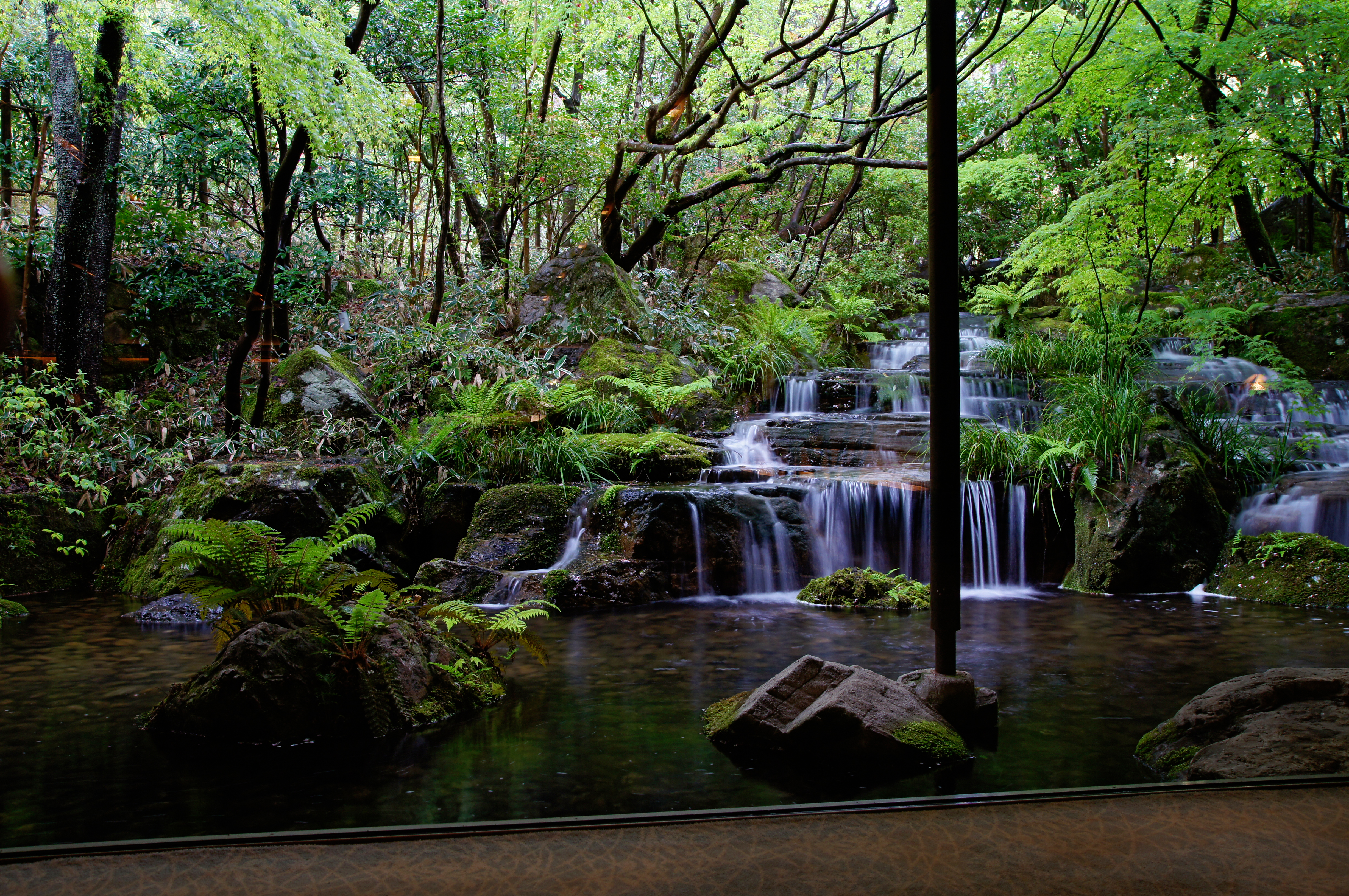
日本造園学会賞受賞作の西村屋ホテル（招月庭）庭園

井上卓之（いのうえ たくし、1921年 - 1995年）は、日本の造園家、作庭家。井上造園設計事務所を主宰し、日本庭園、公共造園や公園の作品を展開した。
代表作に、西村屋ホテル（招月庭）庭園 、大観荘庭園（静岡県、龍居松之助と）、修学院離宮庭園改修、左京区荒木・鈴木邸庭園、日本料理「鴨川」各店舗の庭園空間（高松武夫と）、花かごの庭（寺田邸）、西田邸、犬飼邸、立石邸、高松邸などがある。このほか紙屋川庭園（アマン京都）、美山町の庭、新千里北町パブリックアートなども手がけた。
京都市出身。
作風は、きれいさび。

## 略歴
京都市左京区生まれ。1938年（昭和13年）、京都府立農林学校卒業。東京高等造園学校に進学し1941年（昭和16年）繰り上げ卒業。兵役で北満州に赴くが終戦によりシベリア抑留に遭う。
1948年（昭和23年）帰国。京都大学農学部林学科関口研究室を経て、1950年に西川浩設計事務所に勤務する。師の西川浩は造園学校の先輩で東京美術学校では吉田五十八や山口蓬春らと同期だが51歳で死去により1952年に井上造園設計事務所設立。
その後、宮大工の平田雅哉らと協同し、熱海・大観荘などを手がける。1961年から1963年にかけては、大阪では松下電器株式会社本社神苑及び特別食堂、同社中央研究所造園計画・設計、京都では宮内庁京都御苑事務所造園計画や師の関口えい太郎監修で京都国立博物館庭園、竹林寺造園計画などの他、滋賀県立高島高等学校造園計画、兵庫県の料亭播半（はり半）新館造園工事などを手がけた。
1964年、京都国立博物館造園改造設計（中央庭園）。1965年、西川浩設計事務所、荒木造園設計事務所とAIN造園事務所を結成。大阪万博会場内道路街路樹などを担当する。
1969年（昭和44年）、ホテル西村屋庭園他一連の造園設計で、日本造園学会賞計画設計作品部門受賞。

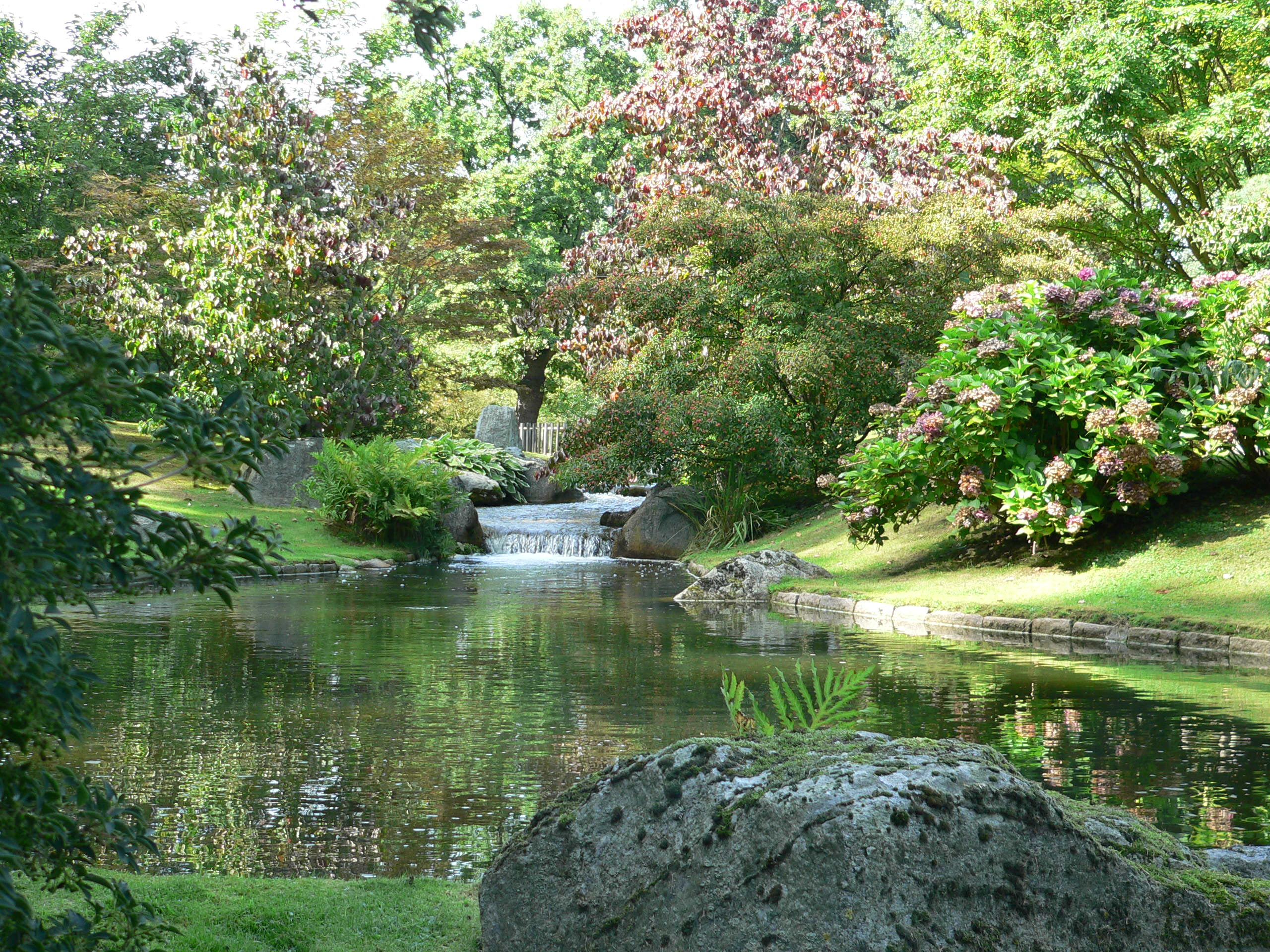
ベルギー・ハッセルト日本庭園

1978年、京都府立山城総合運動公園基本設計。1979年、地方職業共済組合京都府宿泊所造園。1980年、京都市竹林公園。1983年、平城地区歌姫史跡公園。同年、仏教大学キャンパス。1987年、三島カントリークラブ基本構想。1988年、修学院離宮土橋整備に伴う測量。1989年にベルギー・ハッセルト日本庭園基本設計、1992年に同庭園実施設計。1990年、鹿苑寺防災施設事業に伴う庭園修景。

## 著書
- 植木と庭づくり 主婦と生活社 1978